# Nash Special Six

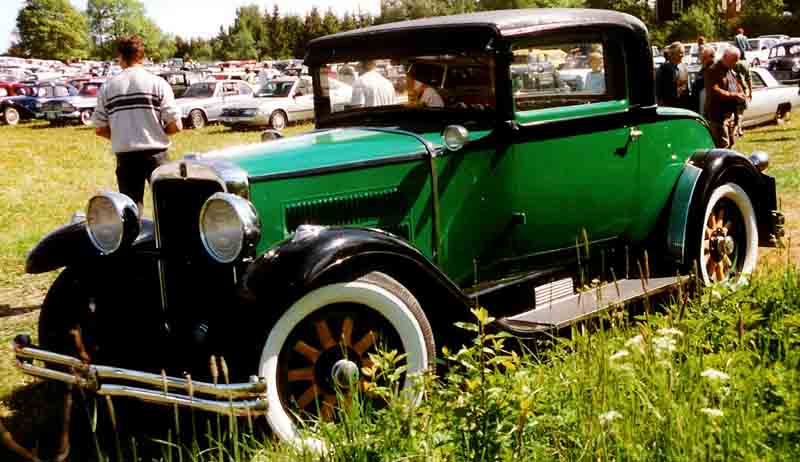
Nash Special Six Coupé Modellserie 430 (1929)

Der Nash Special Six war ein Sechszylinder-PKW, den die Nash Motors Company in Kenosha von 1925 bis 1929 fertigte. Der Special Six war die kleinere Ausführung des parallel gefertigten Modells Advanced Six und ersetzte den Nash Four.
Der Special Six, Modell 130, hatte ein Fahrgestell mit 2.858 mm Radstand. Der obengesteuerte Sechszylinder-Blockmotor besaß 3.392 cm³ Hubraum (Bohrung × Hub = 79,4 mm × 114,3 mm) und entwickelte 46 bhp (33,8 kW) bei 2.200/min. Einscheiben-Trockenkupplung und Dreiganggetriebe (mit Mittelschaltung), sowie der Hinterradantrieb, wurden vom Vorgänger übernommen. Alle vier Räder wurden mechanisch gebremst.
Neben einem 4-türigen Tourenwagen und einer 2- und einer 4-türigen Limousine (jeweils mit 5 Sitzplätzen) wurde auch ein 2-sitziger Roadster gebaut.
1926 wurden die Linien des neuen Modells 230 – wie die des großen Bruders Advanced Six (Modell 260) – etwas weicher. Der Motor leistete nun 47 bhp (34,5 kW) bei 2.200/min bei unverändertem Hubraum. Dieses Modell bekam im Folgejahr einen aufgebohrten Motor mit 3.671 cm³ Hubraum (Bohrung × Hub = 82,6 mm × 114,3 mm), der 52 bhp (38,2 kW) leistete. Außerdem kamen neue Karosserien dazu.
1928 kam das Modell 330, das gegenüber dem Vorjahr einen etwas höheren Kühler besaß. Die technischen Daten veränderten sich nicht.
Das Modell 430 des Jahres 1929 – dem letzten der Baureihe – hatte – wie das größere Modell – erneut einen höheren und schmaleren Kühler. Dessen Umrandung, die Hauptscheinwerfer und die doppelreihigen Stoßfänger vorne waren nun verchromt. Der Radstand wuchs auf 2.946 mm; dazu gab es eine Langversion mit 3.099 mm Radstand. Der Motor leistete bei unverändertem Hubraum nun 65 bhp (48 kW) bei 2.900/min.
1930 ersetzte das neue Modell Single Six den Special Six und den seit 1929 gefertigten, kleineren Standard Six.